# Wiktor Andrejewitsch Kanke

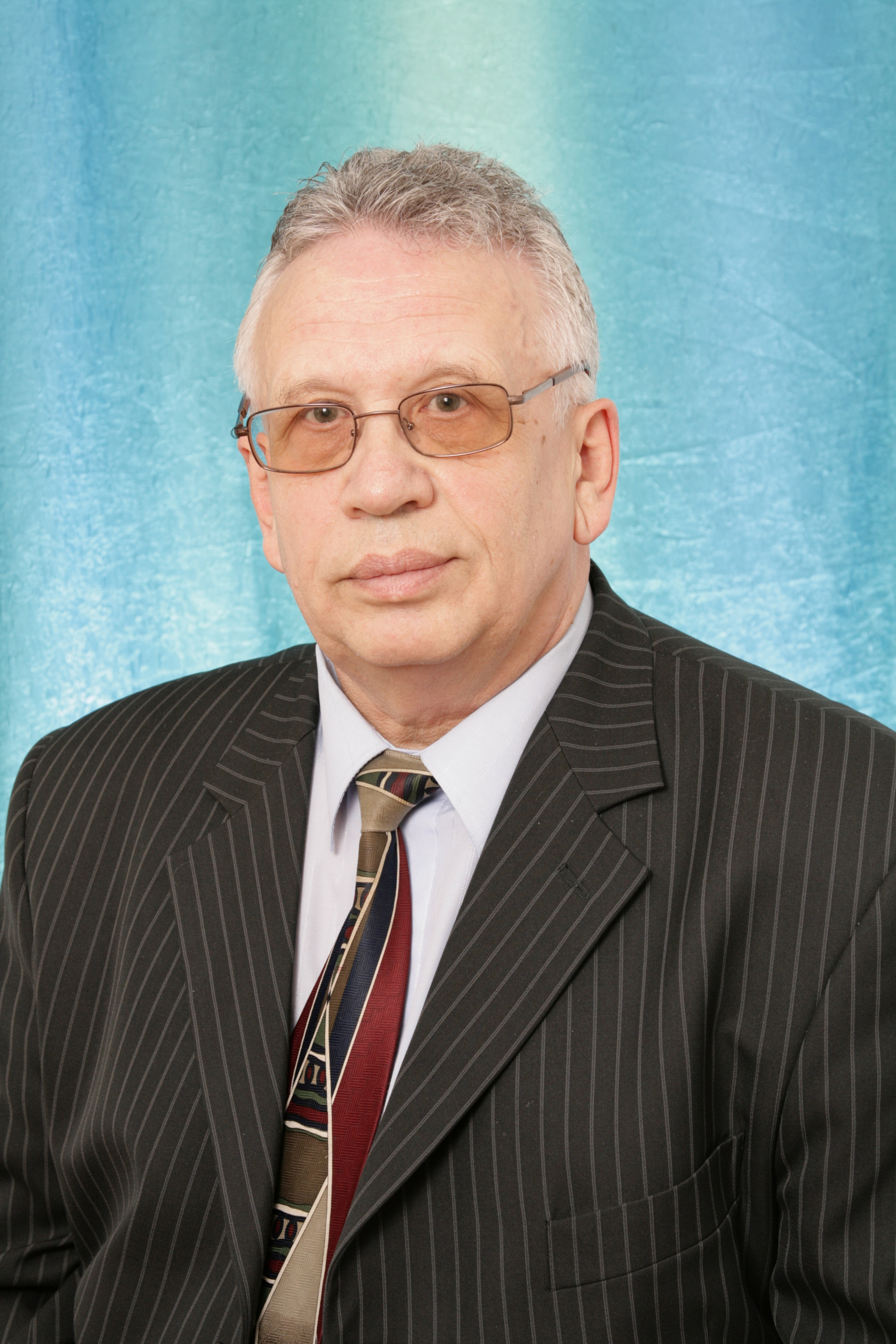
Wiktor Kanke, 2012

Wiktor Andrejewitsch Kanke (russisch Виктор Андреевич Канке; * 29. April 1944 in Nekrassowo, Region Altai) ist ein russischer Philosoph.

## Leben
Kanke wurde in eine russlanddeutsche Familie geboren. Er studierte an der Fakultät für Physik der Staatlichen Pädagogischen Hochschule Moskau. Von 1966 bis 1974 unterrichtete er an einer Schule Physik und danach Philosophie an der Staatlichen Pädagogischen Hochschule Bijsk. Ab 1987 leitete er den Lehrstuhl für Philosophie an der Staatlichen Technischen Universität für Nuklearenergie in Obninsk.

## Theorien

### Zeitformen
In seiner Habilitation (1984) entwickelte Kanke eine Konzeption der Zeitformen. Die Natur der Zeitformen wird nach Kanke durch die Besonderheiten der Prozesse, die sie verursachen, bestimmt. Die Zeit ist ein Maß für den Prozess vom Beginn bis zu einem neuen Stadium. Ein häufiger Fehler ist in Angabe der physikalischen Zeit der universellen Funktionen.

### Metawissenschaftlicher Ansatz
Kanke unterscheidet in der zeitgenössischen Philosophie die substanzielle und die metawissenschaftliche Philosophie.
- Die substanzielle Philosophie ist nach Kanke nicht in der Lage, den Anforderungen der Wissenschaft gerecht zu werden. Sie ist zwangsläufig metaphysisch. Das gilt auch für den Poststrukturalismus, die Hermeneutik und die analytische Philosophie.
- In ihrer metawissenschaftlichen Form überprüft und kritisiert die Philosophie andere Wissenschaften. Die metawissenschaftliche Betrachtungsweise widersteht der Metaphysik in der Philosophie und dem Substantialismus in der Wissenschaft. Die metawissenschaftliche Philosophie untersucht die Begriffsübergänge in modernen Theorien. Diese Begriffsübergänge werden von Kranke als konzeptionelle Transitionen bezeichnet und finden a) in der Theorie, b) zwischen den Theorien oder c) zwischen den Wissenschaften statt.

Kanke ist ein Anhänger der metawissenschaftlichen Betrachtungsweise. Er glaubt, dass diese Betrachtungsweise das Gegenmittel für SPAM (syndrome of acquired antimetascientificity) in den Wissenschaften und SPAN (syndrome of acquired antiscientificity) in der Philosophie ist.

### Transduktionstheorie
Die Transduktion in der Theorie umfasst die Deduktion, die Adduktion, die Abduktion und die Induktion. Die Deduktion ist nach Kanke der Übergang von hypothetischen Prinzipien über hypothetische Gesetze zu vorhergesagten Werte der Variablen. Die Adduktion (Experiment) wandelt vorhergesagte hypothetische Variablen in empirische Variablen (Fakten). Die Abduktion ist der Aufstieg von empirischen Variablen zu empirischen Gesetzen und Prinzipien. Als Induktion bezeichnet Kanke die Annahme, dass empirische Prinzipien und Gesetze in einem neuen Zyklus des Wissenserwerbs verwendet werden können.
Kanke unterscheidet problematische (T1 → T2 → T3 → … → Tn) und interpretatorische Transduktionen (Tn → Tn-1 → Tn-2 → … → T1). In der problematischen Reihe überwindet jede nachfolgende Konzeption einige Probleme der vorherigen Konzeption. Die interpretatorische Reihe von Theorien ermöglicht es, die Inhalte der weniger entwickelten Theorien durch weiter fortgeschrittenen Theorien zu erklären.
Die Transduktion zwischen den Wissenschaften ist eine Unterstellung of Science Begriffe zueinander. Sie hat immer eine exogene, äußere Natur. Mit der Hilfe der Theorie der konzeptuellen Transduktion kann man – so Kanke – den Theorienpluralismus erfassen. Moderne Wissenschaftler arbeiten nach Kanke nicht mit Paradigmen, wie von Thomas S. Kuhn behauptet – oder mit Forschungsprogrammen, wie sie Imre Lakatos annahm, sondern mit den Theoriereihen.
Kanke wendet seine Theorie unter anderem auf die Ethik an. Er glaubt, dass die moderne Ethik in erheblicher Weise substantiell arbeitet.

## Werke
Die Titel der russischsprachigen Werke wurden übersetzt.
- Philosophie der Wissenschaft. Eine kurze Enzyklopädie. Moskau, 2008, ISBN 978-5-370-00180-2.
- Die wichtigsten philosophischen Richtungen und Konzeptionen der Wissenschaft. 3. Aufl. Moskau, 2008, ISBN 978-5-98704-315-8.
- Formen der Zeit. 3. Aufl. Moskau, 2011, ISBN 978-5-397-01990-3.
- Generelle Philosophie der Wissenschaft. Moskau, 2008, ISBN 978-5-370-00883-2.
- Geschichte der Philosophie. Denker, Konzeptionen und Entdeckungen. 3. Aufl. Moskau, 2007, ISBN 978-5-98704-248-8.
- Ethik der Verantwortung. Eine Theorie der Moral der Zukunft. Moskau, 2003, ISBN 5-94010-054-6.
- Moderne Ethik. 4. Aufl. Moskau, 2011, ISBN 978-5-370-00034-8.
- Moderne Philosophie. Moskau, 2011, ISBN 978-5-370-01391-1.
- Philosophie des Lehrbuchs. Moskau, 2007, ISBN 978-5-9792-0001-9.
- Philosophie der Mathematik, Physik, Chemie und Biologie. Moskau, 2011, ISBN 978-5-406-00543-9.
- Konzeptionen  der modernen Naturwissenschaft. Moskau, 2007, ISBN 5-98704-071-X.
- Philosophie der Wirtschaftswissenschaften. Moskau, 2007, ISBN 5-16-002771-8.
- Philosophie des Managements. Moskau, 2010, ISBN 978-5-406-00243-8.
- Philosophie der Geschichtswissenschaft. Moskau, 2009. (Co-Autor), ISBN 978-5-8122-1025-0.
- Geschichte und Philosophie der Chemie. Moskau, 2011, ISBN 978-5-7262-1433-7.
- Philosophie der Pädagogik. Moskau, 2011, ISBN 978-5-204-00634-8.
- Die Methodologie der wissenschaftlichen Erkenntnis. Moskau: Omega-L. 2013, ISBN 978-5-370-02887-8.
- Geschichte, Philosophie und Methodik von Engineering und Informatik. Moskau: Yurayt. 2013, ISBN 978-5-9916-3030-6.
- Geschichte, Philosophie und Methodik der Psychologie und Pädagogik. Moskau: Yurayt. 2014, ISBN 978-5-9916-2990-4.
- Geschichte, Philosophie und Methodik der Naturwissenschaften. Moskau: Yurayt. 2014, ISBN 978-5-9916-3041-2.
- Geschichte, Philosophie und Methodik der Socialwissenschaften. Moskau: Yurayt. 2014, ISBN 978-5-9916-3275-1.
- Encyclopedia of Metascience and Special Philosophy of Science. Hongkong/Tallinn: Eurasian Scientific Editions, 2021, ISBN 978-988-14066-1-3, ISBN 978-9949-7485-0-1.
- 50 critical essays on the philosophy of science. Genf/Hongkong/Tallinn: Eurasian Scientific Editions, 2022, ISBN 978-9949-7485-8-7.

| Personendaten    | Personendaten                      |
| ---------------- | ---------------------------------- |
| NAME             | Kanke, Wiktor Andrejewitsch        |
| ALTERNATIVNAMEN  | Канке, Виктор Андреевич (russisch) |
| KURZBESCHREIBUNG | russischer Philosoph               |
| GEBURTSDATUM     | 29. April 1944                     |
| GEBURTSORT       | Nekrassowo, Region Altai           |